# Hil de Gard
Hil de Gard (* 1964 in Lustenau) ist eine österreichische Künstlerin, Autorin und Galeristin.
Hil de Gard ist aufgewachsen im St. Galler Rheintal und in Vorarlberg. Sie studierte Tanzpädagogik in Wien, wo sie lebt und arbeitet.

## Ausstellungen
Seit 1989 – begonnen mit „Bludenz Kopf hoch“, Galerie AllerArt in Bludenz – ist Hil de Gard immer wieder mit ihrer Kunst auf Ausstellungen zu sehen. Im Jahr 1990 folgte „Zeichenreihen“ in der Galerie Droschl in Graz.
Vier Jahre darauf kam „Tisch und Bett“ (Garnituren komplett), Pregenzer Bekleidung in Wien zur Ausstellung, 1995 folgte „Bin im Bild“ im Literaturhaus in Wien. Noch im selben Jahr wurde im Eizenbergerhof in Salzburg „Hat Hand und Fuss“ präsentiert.
„Drei Weiter“, Stadtinitiative in Wien, wurde 1997 ausgestellt, 1998 folgten dann zwei Vernissagen: „7 × 7 Fliegen“, Installation abschnitt Salon, ebenso in Wien sowie „Ich bin kein Stuhl“, am Goethe-Institut in Kyōto, Japan. Über die Jahreswende ging „Sprich: „Chez Coiffeuse““ wiederum im Installation abschnitt Salon.
1999 folgte „Schöne Bescheerung“, Animation für INFOSCREEN, museum in progress in Wien sowie „OPFER DER KUNST“ im Schloss Goldegg. 1999/2000 wurde „Hundertundeins; Objekt für einen Schaukasten“ im Salon sinnvoll in Wien präsentiert, 2001 folgte die Vernissage „von TISCHen“ in der Galerie Stadtpark in Krems.

## Publikationen
- Wirf nicht das Handtuch, edition neue texte, Linz 1990.
- 3 X darfst Du raten, Zeitung an jeden Haushalt, Singen 1990.
- Stichwort Stadt, zus. mit Bodo Hell; Thomas Northoff, edition ch, Wien 1991.
- Mittendrin, Bodo Hell; Hil de Gard, Erzählungen / Zeichnungen, ISBN 3-85420-369-1 (Normalausg.) ISBN 3-85420-370-5 (Sonderausg. mit Autograph, in Box)
- 160 Stickbilder, Literaturverlag Droschl, Graz 1994.
- FUSZSPUREN: FÜSZE  Texte und Zeichen von Wien nach Berlin, Janus press, Berlin 1994.
- BühnenBild zum Theaterstück HERR IM SCHLAF, von Bodo Hell, Steirischer Herbst, Graz 1995.
- Ma(h)lzeit, mit Linde Waber, Bodo Hell, Edition Thurnhof, Horn 1997 ISBN 3-900678-24-3.
- Das Gericht – Ein Gedicht. zus. mit Linde Waber, Bodo Hell, Edition Splitter, Wien 2000 ISBN 3-901190-71-6.